# Boris Nikolajewitsch Korezki
Boris Nikolajewitsch Korezki (russisch Борис Николаевич Корецкий; * 1. Januar 1961 in Baku, Aserbaidschanische SSR) ist ein ehemaliger sowjetischer Florettfechter.

## Erfolge
Boris Korezki wurde 1989 in Denver mit der Mannschaft Weltmeister und gewann mit dieser 1985 und 1990 bei Weltmeisterschaften weitere zwei Bronzemedaillen. Er nahm 1988 an den Olympischen Spielen in Seoul teil, bei denen er in der Einzelkonkurrenz den 16. Platz erreichte. Nach Siegen gegen China im Viertelfinale und Ungarn im Halbfinale besiegte die sowjetische Equipe Deutschland im Gefecht um Gold mit 9:5. Gemeinsam mit Wladimir Apziauri, Anwar Ibragimow, İlqar Məmmədov und Alexander Romankow wurde er somit Olympiasieger.